# Sabrina Disch
Sabrina Disch (* 1981) ist eine deutsche Chemikerin und Hochschullehrerin.

## Leben
Disch studierte Chemie an der Universität zu Köln. Ihre Diplomarbeit fertigte sie in der Gruppe von Uwe Ruschewitz an. In ihrer anschließenden Promotion in der Gruppe von Thomas Brückel an der RWTH Aachen und dem Forschungszentrum Jülich, die von der Studienstiftung des deutschen Volkes unterstützt wurde, untersuchte sie magnetische Cobalt-Eisenoxid-Nanopartikel. Ihre Doktorarbeit wurde mit der Borchersplakette der RWTH Aachen ausgezeichnet.
Nach Postdoc-Aufenthalten an der University of Oregon (Labor von David C. Johnson), der Université libre de Bruxelles (Yves Geerts) und dem Institut Laue-Langevin (unterstützt durch ein Marie-Skłodowska-Curie-Stipendium) übernahm sie 2014 eine Forschungsgruppe an der Universität zu Köln als Liebig-Gruppe unterstützt vom Fonds der Chemischen Industrie, seit 2015 im Rahmen des Emmy-Noether-Programms der Deutschen Forschungsgemeinschaft. 2017 erhielt sie den „Max Delbrück-Preis für NachwuchswissenschaftlerInnen“ der Universität zu Köln, 2020 den „Wolfram-Prandl-Preis für Nachwuchswissenschaftler/innen auf dem Gebiet der Forschung mit Neutronen“ des Komitee Forschung mit Neutronen. Sie wurde 2017 ins Junge Kolleg aufgenommen. 2023 nahm sie den Ruf für eine Professur an der Universität Duisburg-Essen für Anorganische Chemie an.

## Forschungsschwerpunkte
Sabrina Dischs Forschungsschwerpunkt bildet die Untersuchung von magnetischen Nanopartikel. Neben der Synthese steht vor allem die strukturelle Untersuchung der Partikel im Fokus ihrer Forschung, beispielsweise mit Röntgen- und Neutronenstreuung (Kleinwinkelstreuung).

## Veröffentlichungen (Auswahl)
Sabrina Disch ist Autorin von ca. 50 begutachteter Forschungsartikeln. Die folgende Auflistung stellt einige ihrer Übersichtsarbeiten zu ihren Forschungsschwerpunkten dar.
- Sabrina Disch: The spin structure of magnetic nanoparticles and in magnetic nanostructures. Hrsg.: RWTH Aachen. Aachen 2011, DNB 1015462286.
- Sebastian Mühlbauer, Dirk Honecker, Élio A. Périgo, Frank Bergner, Sabrina Disch, André Heinemann, Sergey Erokhin, Dmitry Berkov, Chris Leighton, Morten Ring Eskildsen und Andreas Michels: Magnetic small-angle neutron scattering. In: Reviews of Modern Physics. Band 91, Nr. 1, 2019, 015004, doi:10.1103/RevModPhys.91.015004.
- Aidin Lak, Sabrina Disch und Philipp Bender: Embracing Defects and Disorder in Magnetic Nanoparticles. In: Advanced Science. Band 8, Nr. 7, 2021, 2002682, doi:10.1002/advs.202002682.
- Dirk Honecker, Mathias Bersweiler, Sergey Erokhin, Dmitry Berkov, Karine Chesnel, Diego Alba Venero, Asma Qdemat, Sabrina Disch, Johanna K. Jochum, Andreas Michels und Philipp Bender: Using small-angle scattering to guide functional magnetic nanoparticle design. In: Nanoscale Advances. Band 4, 2022, S. 1026–1059, doi:10.1039/D1NA00482D.
- Magnetic small-angle neutron scattering – from nanoscale magnetism to long-range magnetic structures. In: Sabrina Disch, Sebastian Mühlbauer, Andreas Michels und Elliot Paul Gilbertd (Hrsg.): Journal of Applied Crystallography. Band 56, 2023, doi:10.1107/S1600576723000857 (iucr.org).